# Kathleen Muxel
Kathleen Muxel (* 1971) ist eine rechtsextreme deutsche Politikerin der Alternative für Deutschland (AfD).

## Leben
Muxel ist als Einrichtungsberaterin in Brandenburg tätig. Bei der Landtagswahl in Brandenburg 2019 zog sie über das Direktmandat im Landtagswahlkreis Oder-Spree II in den Landtag Brandenburg ein. Bei der Landtagswahl 2024 zog sie erneut über das Direktmandat im Wahlkreis Oder-Spree II in den Landtag ein.
Muxel ist mit dem AfD-Bundestagsabgeordneten Rainer Galla verheiratet; das Paar lebt im Ortsteil Spreetal der Gemeinde Grünheide (Mark).